# Chelicerca yojoa
Chelicerca yojoa is een insectensoort uit de familie Anisembiidae, die tot de orde webspinners (Embioptera) behoort. De soort komt voor in Honduras.
Chelicerca yojoa is voor het eerst wetenschappelijk beschreven door Ross in 2003.